# Бристоль Роверз
«Бристоль Роверз» (англ. «Bristol Rovers Football Club») — англійський професійний футбольний клуб з Бристоля. Заснований 1883 року під назвою «Блек Арабз» (англ. «Black Arabs F.C.»). Домашнім стадіоном клубу є «Меморіал Стедіум», який розташований у Горфілді, передмісті Бристоля.

## Досягнення
- Південна ліга:
  - Чемпіон: 1904–05